# Lodewijk Mortelmans

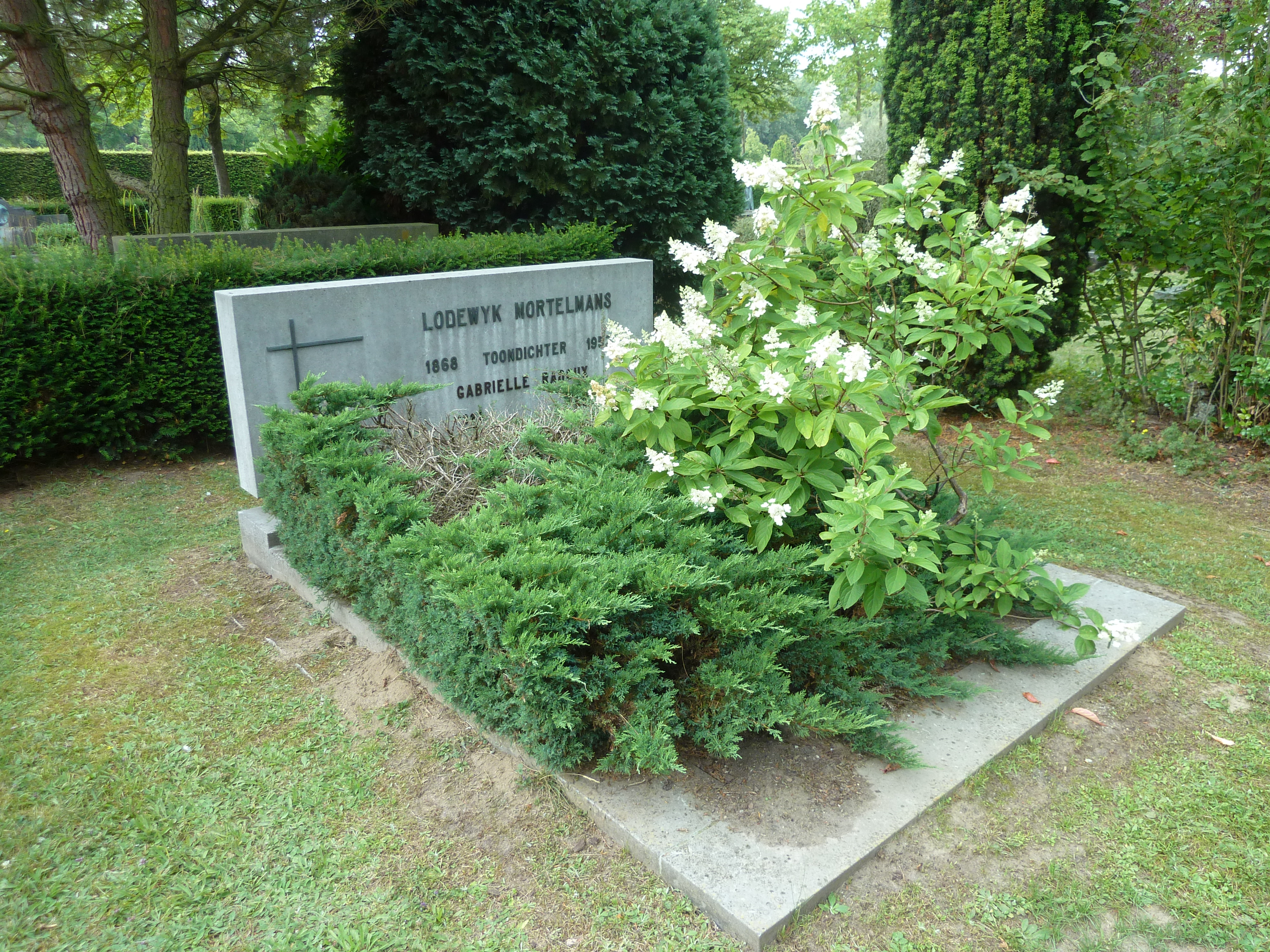
Graf op het Schoonselhof te Antwerpen

Lodewijk Mortelmans (Antwerpen, 5 februari 1868 - aldaar, 24 juni 1952) was een Belgisch musicus, componist, muziekpedagoog, dirigent en organist. Hij is de vader van Ivo Mortelmans, eveneens componist, muziekpedagoog en dirigent.

## Biografie
Mortelmans' vader Karel was drukker en gaf zijn zoon de kans muziek te studeren op het Koninklijk Vlaams Conservatorium Antwerpen bij Peter Benoit, Joseph Callaerts (orgel), Jan Blockx (harmonie) en Joseph Tilborghs (contrapunt en fuga). In 1893 werd hij op 25-jarige leeftijd laureaat van de Prix de Rome, nadat hij bij een vorige deelname in 1889 al een tweede prijs had behaald, samen met Paul Lebrun. Mortelmans was lid van de kunstgroepen De Scalden (samen met zijn broer Frans, die kunstschilder was), Studie en De Kapel. Hij onderhield ook contact met de redactieleden van Van Nu en Straks en deelde hun ideeën voor een Vlaamse gemeenschapskunst.
Hij werd in 1901 leraar compositie en in 1924 directeur van het Koninklijk Vlaams Conservatorium Antwerpen. Onder zijn leerlingen vindt men o.a. Lodewijk De Vocht, Marinus De Jong, Flor Peeters en Oscar van Hemel.
Uit De Kapel (een licht anarchistische intellectuele vereniging in het hart van Antwerpen), ontstaan dankzij de steun van mecenas François Franck, groeide in 1903 de Maatschappij der Nieuwe Concerten te Antwerpen onder leiding van Lodewijk Mortelmans. Dit was in de vooroorlogse periode een Europees toporkest. Beroemde gastdirigenten als Gustav Mahler, Siegfried Wagner, Hans Richter, Richard Strauss en Sergej Rachmaninov traden met dit ensemble op. Ook wereldbefaamde solisten als Pablo de Sarasate, Jacques Thibaud, Pablo Casals en Fritz Kreisler speelden er onder zijn leiding. Zelf ondernam hij als dirigent een succesrijke tournee in de Verenigde Staten, waar hem in 1917 de leiding van het Boston Symphonic Orchestra werd aangeboden. Hij sloeg dit af omdat hij kort daarvoor zijn vrouw en twee kinderen had verloren. Hij wilde in België blijven bij zijn overige vijf kinderen.
Behalve componist en muziekpedagoog, was Lodewijk Mortelmans ook organisator en zakenman. Hij stond mee aan de wieg van NAVEA, het huidige SABAM (stamnummer 1), de vereniging die in België de materiële belangen van artiesten verdedigt. Hij stichtte mee de Eugène Ysaÿe-wedstrijd voor viool, de huidige Koningin Elisabethwedstrijd.
Zowel in Nederland als in België werd Mortelmans' werk erkend door hoge onderscheidingen. Hij overleed in 1952.

## Werk
Lodewijk Mortelmans componeerde pianomuziek, orkestwerken en symfonische gedichten, maar vooral liederen. Hij stond dan ook bekend als de "Prins van het Vlaamse Kunstlied". In de tijdgeest behoort hij tot de laatromantiek, maar in zijn composities erkent men de invloed van de toenmalige Europese stromingen die hij aandachtig volgde en kende. Mortelmans schreef ook een opera, maar die was niet succesvol.

## Mortelmans en Gezelle
Mortelmans heeft heel wat gedichten van Guido Gezelle op muziek gezet, waaronder:
- Als de ziele luistert
- Moederken
- Hoe schoon den morgendauw

## Composities

### Werken voor orkest
- 1889 Boertige optocht, voor orkest
- 1893 Lyrisch gedicht, voor strijkorkest en harp
- 1894 Helios, symfonisch gedicht
- 1895 Lente-idylle, symfonisch gedicht
- 1895 De Mythe der Lente, symfonisch gedicht
- 1897 Hulde aan Peter Benoit
- 1898 Homerische Symfonie, voor groot orkest
- 1910 Lyrische pastorale, voor hoorn en kamerorkest
- 1912 Twee landelijke stukjes, voor orkest
- 1917-1925 4 Élégies, voor orkest
- 1918 Bruiloftmars, voor orkest
- 1922 Morgenstemming, symfonisch gedicht
- 1925 Treurdicht, voor orkest
- 1928 Avondlied, voor kamerorkest
- 1930 Jubelmarsch, voor orkest
- 1933 Kindersuite, voor orkest
- 1934 Evangelisch diptiek
- 1935 Romanza, voor viool en kamerorkest
- Mei, symfonisch gedicht

### Missen en andere kerkmuziek
- 1895 Salve Regina, voor vierstemmig koor en orkest
- 1901 Ave Verum, voor vijfstemmig gemengd koor a capella
- 1901 Ave Verum Corpus, voor 3 stemmen en orgel ad libitum
- 1908 Eerste communielied, voor zangstem(men) (1 of 3 stemmen) en piano
- 1913 Eerste communiezang, voor 3 solo stemmen, gemengd koor, piano en harmonium
- 1927 Benedictus Dominus, voor sopraan, alt en orgel
- 1938 Hoger als mijn oogen dragen, voor gemengd koor a capella
- Herders hij is geboren, voor zangstem en orkest
- Het was een maget uitverkoren, voor zangstem en orkest
- In Jesus' name, voor gemengd koor a capella
- Maria die soude naar Bethleem gaan, voor zangstem en orkest
- Ons is geboren een kindekijn, voor zangstem en orkest
- Oud-vlaamsche kerstliederen, voor mezzosopraan en kamerorkest

### Cantates
- 1905 De Merode cantate, voor gemengd koor, kinderkoren en orkest
- 1907 Jong Vlaanderen, voor kinderkoor en orkest
- Hendrik Conscience herdacht, voor gemengd koor en orkest

### Muziektheater

#### Opera's
| Voltooid in | titel               | aktes | première        | libretto        |
| ----------- | ------------------- | ----- | --------------- | --------------- |
| 1901-1915   | De Kinderen der Zee |       | 1920, Antwerpen | Rafaël Verhulst |

### Vocale muziek

#### Werken voor koor
- 1890 Licht zij uw geest, voor mannenkoor a capella
- 1900 De Vlaamsche tale, voor massakoor en orkest
- 1901 Lofzang aan het vaderland, voor eenstemmig kinderkoor en orkest
- 1910 Kindje, wat ben je toch zacht, voor meisjeskoor en orkest
- 1921 Caecilia, voor gemengd koor a capella
- 1921 Gekwetst ben ik van binnen, voor mannenkoor a capella
- 1926 Blijdschap - Joie, voor tweestemmig vrouwenkoor en orkest
- 1938 Klaar bloed en louter wonden, voor gemengd koor a capella

#### Liederen
- 1887 De bloemen en de sterren, voor sopraan en orkest
- 1888 Leg op mijn hert uw voorhoofd, voor sopraan en orkest
- 1888 Sage van Koning Hagen, voor mezzosopraan en orkest
- 1889 Moeder en kind, voor bariton en strijkorkest
- 1893 Een zielekreet, voor zangstem en orkest
- 1894 L'ennemi, voor bariton en orkest
- 1894 Vlaamse volksliederen voor de jeugd, voor zangstem en piano
- 1895 Ellen, een lied van smart, concertaria voor tenor en orkest
- 1900 Hoe schoon de morgendauw, voor sopraan en orkest
- 1901 Koekoek, voor sopraan en orkest
- 1903 Doornroosje, voor sopraan en orkest
- 1908 Klokkenzang - Le chant des cloches, voor bas en orkest - tekst: Guido Gezelle
- 1910 Mijn lieveken open je deurken, voor sopraan en strijkorkest
- 1915 Vlaenderen, dijn recht is out, voor zangstem en piano
- 1925 Leliën, voor zangstem en orkest
- 1927 Avond in de herfst, voor zangstem en orkest
- 1927 Maagdeke mei, voor sopraan en orkest
- 1928 Blauwe meinacht, voor sopraan en orkest
- Twintig oud-vlaamse volksliederen, voor zangstem en piano

### Kamermuziek
- 1920 Eenzame herder - Berger solitaire, voor dwarsfluit, hobo, klarinet, hoorn en fagot
- 1929 Nocturne
- 1942 Weemoedig aandenken - voor piano

### Werken voor piano
- 1916 Minuet varié
- 1917 Marche nuptiale
- 1919 Melancholia
- 1919 Memories
- 1920 Stemmingsbeeld
- 1921 Het Wielewaalt en Leeuwerkt
- 1923 Drie kleine elegiën - Trois petites élégies
- 1929 Klavierwerken, onder andere Impromptu, Intermezzo, Mazurka, Saïdjah's Lied
- 1929-1947 Miniaturen - Volumes I, II en III